# Делилло, Дон
Дональд Ричард «Дон» Делилло (англ. Donald Richard "Don" DeLillo, род. 20 ноября 1936) — американский писатель-постмодернист (хотя сам себя относит к модернизму).

## Биография
Родился в Бронксе (Нью-Йорк) в семье итальянских иммигрантов из Монтагано. Учился в Фордхэмском университите, где получил степень бакалавра в 1958 году. Итальянский вариант его фамилии — «Де Лилло» был изменён на американский «Делилло». В его прозе отсутствуют какие-либо специфические элементы итальянской культуры и, в отличие от других итало-американских авторов, таких как Марио Пьюзо или Джон Фанте, он не фокусирует внимание на своих итальянских корнях (хотя это немного проявляется в его романе «Underworld»).
В юности Делилло не интересовался писательским делом до тех пор, пока не устроился на временную летнюю работу на автостоянке, где приобрёл привычку к чтению. После окончания университета, Делилло устроился на работу в рекламной сфере, так как не смог получить работу в издательском деле. В течение 5 лет он работал копирайтером в агентстве «Ogilvy & Mather» на 5-й Авеню. О начале своей писательской карьеры Делилло сказал следующее: «В то время я написал пару рассказов, но уход с работы не был связан с этим. Я просто не хотел больше работать». Первый рассказ Делилло «Река Иордан» был опубликован в 1960 году в литературном журнале «Эпоха» (Epoch) Корнеллского университета.
В 1964 Делилло бросил работу в рекламе и начал писать свой первый роман. Дебютный роман «Americana» был написан за четыре года, а опубликован лишь в 1971 году. Роман получил сдержанные похвалы критиков. В 1975 году Делилло женился на Барбаре Беннет, бывшей банкирше, работающей ландшафтным дизайнером. В конце 1970-х он несколько лет прожил в Греции, где написал роман «Имена». Его романы, расхваливаемые критиками, не получали широкого общественного признания до публикации «Белого шума», выигравшего Национальную книжную премию США в 1985 году. Массовый успех у публики он получил после публикации своего выдающегося произведения «Underworld». В 2006 году «Нью-Йорк Таймс» включил этот роман в список лучших американских книг, написанных за последние 25 лет. В список также попали романы «Весы» и «Белый шум».
Его роман «Falling Man» рассказывает о человеке, выжившем после теракта 11 сентября, и был опубликован в США 15 мая 2007 года.
После, в 2010 и 2016 годах, Дон Делилло написал ещё несколько произведений, среди которых «Точка Омега» и «Ноль К» соответственно.

## Творчество
В своих произведениях деконструирует историю США и американский образ жизни.

## Признание
Американская литературная премия ПЕН/Фолкнер (1992 и 2012). Иерусалимская премия (1999), премия Библиотеки Конгресса (2013),  другие национальные и международные премии.

### Романы
- Ноль К / Zero K (2016, рус. перевод 2017)
- Точка Омега / Point Omega (2010)
- Падающий / Falling Man (2007, рус. перевод 2011)
- Космополис / Cosmopolis (2003, рус. перевод 2012)
- Художник тела / The Body Artist (2001)
- Изнанка мира / Underworld (1997)
- Мао II / Mao II (1991, рус. перевод 2003)
- Весы / Libra (1988, рус. перевод 2005)
- Белый шум / White Noise (1985, рус. перевод 2003)
- Имена / The Names (1982, рус. перевод 2000)
- Амазонки / Amazons (1980) (под псевдонимом Клео Бёрдуэлл)
- Бегущий пёс / Running Dog (1978)
- Игроки / Players (1977)
- Звезда Ратнера / Ratner's Star (1976)
- Грейт-Джонс-стрит / Great Jones Street (1973)
- Крайняя зона / End Zone  (1972)
- Американа / Americana (1971)

### Пьесы
- / Love-Lies-Bleeding (2006)
- Вальпараизо / Valparaiso (1999)
- Комната отдыха / The Day Room (1986)
- Инженер лунного света / The Engineer of Moonlight (1979)

## Интервью
- “Я больше не узнаю Америку”  Три интервью Дона Делилло. Составление С. Силаковой. Перевод: Светлана Силакова  // «Иностранная литература» 2010, №4